# Internationella utställningen av Post-kubistisk konst

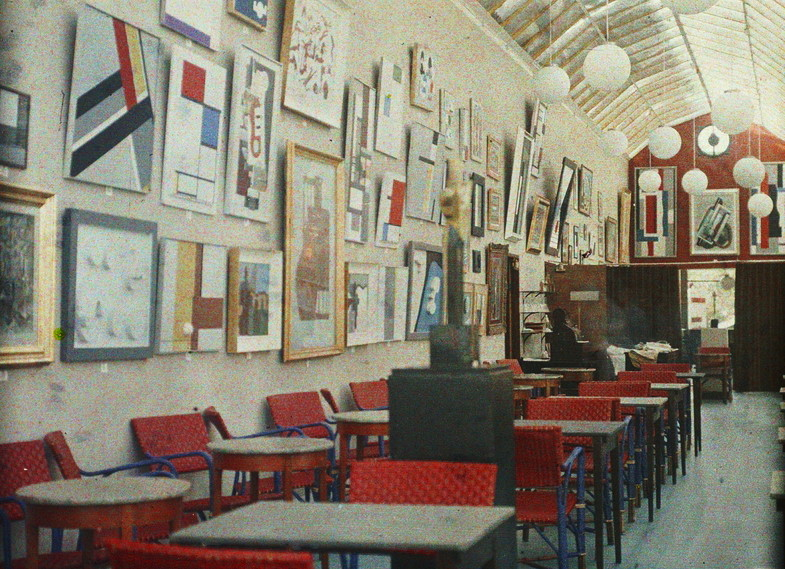
Konstutställningen på "Restaurang Puck".

Internationell utställning av Post-kubistisk konst eller Art Concret, senare ofta kallad Konkretistfiaskot var en internationell konstutställning under Stockholmsutställningen 1930. Vernissagen hölls den 19 augusti 1930.

## Bakgrund
Den svenske konstnären Otto G. Carlsund verkade inom Paris avantgarde från 1924 och stod bland annat i kontakt med Fernand Léger, Le Corbusier och Theo van Doesburg. År 1929 var han med och grundade konstnärsgruppen "Art Concret".
Gunnar Asplund, chefsarkitekt vid Stockholmsutställningen 1930, engagerade Carlsund att dekorera restaurangen "Lilla Paris" på utställningen. Carlsund utförde väggmålningen och lyckades dessutom starta ett andra projekt vid Stockholmsutställningen.

## Konstutställningen
Carlsund lånade 107 verk av 31 utländska och svenska konstnärer och hängde dem på en 23 meter lång och 2,3 meter hög vägg på parkrestaurangens café Puck. Verken representerade de sju då aktuella konstriktningarna Kubism, Post-kubism, Purism, Konstruktivism, Surrealism, Neoplasticism och Sur-impressionism. I centrum stod "Art Concret"-målarna, som förenade några av dessa riktningar.   

### Mottagande
Mottagandet var blandat: 
I Svenska Dagbladet stod bland annat: Det här kallas Art Concret, en fyrkantig duk bemålad med cirklar, raka linjer och trianglar – tillverkaren är ett geni och köparen en fårskalle., 
Ragnar Hoppe skrev dock i Konstrevy: ..det vore dumt att bemöta en demonstration som denna med hån eller en alltför lättvindig välvilja... 
Polemiken runt utställningen har uppfattats som en parallell till den övergripande "Slöjdstriden" mellan funktionalister och traditionalister runt Stockholmsutställningen.

### Efterspel
Även om man sålde några bilder blev utställningen ett ekonomiskt misslyckande och Carlsund gick i konkurs. Konstnärerna fick vänta tre år innan de återfick sina osålda verk.

## Eftermäle
- Idag uppfattas utställningen som "kanske .. den viktigaste modernistiska utställning som ägt rum i Sverige."[1]
- Under sommaren 2004 gjorde Mjellby konstmuseum en utställning om utställningen, där 40 av de 107 verken från 1930 visades.[4]

## Utställande konstnärer

### Utländska konstnärer
- Hans Arp
- Sergey Charchoune
- Franciska Clausen
- Theo van Doesburg
- Joe M. Hanson
- Jean Hélion
- Fernand Léger
- László Moholy-Nagy
- Piet Mondrian
- Henri Nouveau (Heinrich Neugeboren)
- Amédée Ozenfant
- Antoine Pevsner
- Sophie Taeuber-Arp
- Léon Tutundjian
- Georges Vantongerloo
- Friedrich Vordemberge-Gildewart
- Marcel Wantz

### Svenska konstnärer
- Gösta Adrian-Nilsson (GAN)
- Christian Berg
- Otto G. Carlsund
- Lennart Gram
- Eric Grate
- Sven Jonsson
- Greta Knutson-Tzara
- Knut Lundström
- Stellan Mörner
- Wiwen Nilsson
- Erik Olson
- Esaias Thorén
- Björn Trägårdh
- Bengt Olof Österblom[5]